# Michal Vejsada
Michal Vejsada (ur. 26 marca 1960 w Pradze) – czechosłowacki zapaśnik walczący w stylu klasycznym. Olimpijczyk z Moskwy 1980, gdzie zajął ósme miejsce w kategorii 62 kg
Czwarty na mistrzostwach Europy w 1980. Wicemistrz świata juniorów w 1979. Mistrz kraju w 1983 i 1985.
- Turniej w Moskwie 1980

Przegrał z Syryjczykiem Radwanem Karoutem i Borisem Kramarienko z ZSRR.